# هجوم القيوط
هجمات القيوط هي حوادث يهاجم فيها القيوط (ذئب البراري) البشر. وعلى الرغم من أن هذه الهجمات غير شائعة ونادرًا ما تُسبب إصابات خطيرة، إلا أن وتيرتها قد بدأت في الازدياد، خاصة في ولاية كاليفورنيا.
وعلى الرغم من أن التقارير الإعلامية غالبًا ما تشير إلى هذه الحيوانات ببساطة على أنها "قيوط"، فإن بعض المهاجمين في شمال شرق أمريكا الشمالية قد يكونون هجائن تُعرف باسم "ذئاب القيوط" (Coywolves).